# Severo de Málaga
Severo de Málaga (¿?, s. VI – f. s. VI) fue un obispo de Málaga.

## Biografía
Casi nada se sabe sobre él; Isidoro de Sevilla lo menciona en su De viris illustribus (cap. XXX):
Severo, obispo de la sede malacitana, amigo y socio del obispo Liciniano, editó el Correctorium contra Vicente, obispo de Zaragoza, que de católico se hizo arriano. Es también el autor del libro De vriginitate ad sororem, que intituló Annulus  (para una hermana suya, monja) del que confieso conocer el título e ignorar el texto. Fue famoso en tiempos del antedicho emperador [Mauricio] en cuyo reinado falleció.
Se sabe que fue obispo de Málaga en el último cuarto del siglo VI, por el año 578, ya que era contemporáneo de Liciniano de Cartagena y falleció durante el reinado del emperador bizantino Mauricio (que murió en 602). Isidoro celebra su obra contra el obispo de Zaragoza Vicente (Libellus unus contra Vicentium) porque se había convertido al arrianismo empujado por el persuasivo rey Leovigildo; como escribe Isidoro, dedicó a su hermana, quizá religiosa, un librito, Annulus, sobre la virginidad, que se ha perdido, y, en comandita con el también obispo Liciniano de Cartagena dirigió una carta al diácono Epifanio contra cierto obispo que, a excepción de Dios, no admitía ningún ser espiritual. 
Tritemio elogió sus conocimientos de las Sacras Escrituras y de las disciplinas profanas (De scriptoribus ecclesiasticis, 226). En una inscripción en forma de sello procedente de obras de desmontes en la alcazaba de Málaga apareció tres veces el nombre de Seuerus con una cruz; la inscripción epigráfica la estudió Fidel Fita, y quizá corresponde al personaje, que habría consagrado allí una basílica.

## Obras
- Con Liciniano, Epistola ad Epiphanium (ed. de José Madoz, Liciniano de Cartagena y sus cartas. Edición crítica y estudio histórico, Madrid, Colegio Máximo de Oña, 1948, págs. 97-124).